# Willingdon (Alberta)
Pour les articles homonymes, voir Willingdon.
Willingdon est un village (village) du Comté de Two Hills No 21, situé dans la province canadienne d'Alberta.

## Démographie
En tant que localité désignée dans le recensement de 2011, Willingdon a une population de 275 habitants dans 131 de ses 166 logements, soit une variation de -6.8% avec la population de 2006. Avec une superficie de 0,969 1 km2, village possède une densité de population de 283,768 4 hab/km2 en 2011.
Concernant le recensement de 2006, Willingdon abritait 295 habitants dans 151 de ses 173 logements. Avec une superficie de 0,969 1 km2, village possédait une densité de population de 304,4 hab/km2 en 2006.
| 2001 | 2006 | 2011 | 2016 |
| ---- | ---- | ---- | ---- |
| 287  | 295  | 275  | 319  |